# Thersana acuta
Thersana acuta là một loài bướm đêm trong họ Geometridae.